# Renato Carpentieri
Renato Carpentieri, född 1943 i Savignano Irpino, är en italiensk skådespelare. Han hade en roll i den svenska filmen Vendetta.

## Filmografi (urval)
- 1990 – Öppna dörrar
- 1991 - Il portaborse
- 1992 – Barntjuven
- 1992 – Morte di un matematico napoletano
- 1993 - Fiorile
- 1993 – Kära dagbok
- 1995 – Vendetta
- 2010 – Noi credevamo
- 2021 – Guds hand